# Sirmione
Sirmione je grad i općina u pokrajini Brescia, u Lombardiji na obalama jezera Lago di Garda, u sjevernoj Italiji. Grad graniči s gradovima Desenzano del Garda i Peschiera del Garda u pokrajini Verona (regija Veneto). Povijesno središte nalazi se na malom poluotoku koji dijeli donji dio jezera Garda.

## Povijest
Prvi tragovi ljudske prisutnosti na području Sirmione datiraju iz 6. – 5. tisućljeća pr. Kr. Tragovi naselja sojenica koje je postojalo u 3. i 2. tisućljeću prije Krista pronađeni su pored grada.
Počevši već tamo oko 1. st. pr. Kr., područje jezera Garda, uključujući i dio gdje je današnji Sirmione, postalo je omiljeno ladanjsko mjesto za bogate obitelji iz Verone, tada najvećeg rimskog grada u sjeveroistočnoj Italiji. Rimski pjesnik Gaj Valerije Katul nahvalio je ljepote grada i opjevao svoju vilu na obalama Lago di Garda.
Pod kraj Rimskog Carstva (4. – 5. st.) Sirmione postaje utvrda za obranu južnih obala jezera. Naselje Sirmione postojalo i nakon provale Langobarda u sjevernu Italiju. Pred kraj Langobardskog kraljevstva, grad je bio glavni sudbeni centar koji je bio podložan jedino kralju. Ansa, žena posljednjeg kralja Langobarda Deziderija, osniva samostan i crkvu u gradu.
Oko 1000. godine Sirmione je vjerojatno bio slobodna gradska komuna, poput ostalih sjeverno talijanskih gradova. Ali je početkom 13. stoljeća potpao pod vlast veronskih feudalaca iz obitelji Scaliger. Jedan od veronskih duždeva iz te obitelji Mastino I. della Scala vjerojatno je bio utemeljitelj Zamka Sirmione. U istom razdoblju Sirmione je postao utočište brojnih patarena (vjerski heretici). Vojni značaj Sirmionea trajao je sve do 16. stoljeća, ali je unatoč gubitku strateškog značenja utvrde, posada ostala sve do 19. stoljeća.
Sirmione je bio posjed Mletačke Republike od 1405. do 1797., kada je potpao pod austrijsku marionetsku državu pod nazivom Lombardsko-venetsko Kraljevstvo. nakon toga je 1860. godine ušao u sastav Kraljevine Italije.

## Gradske znamenitosti
- Glavni povijesni simbol Sirmionea su Grotte di Catullo (Katulove pećine), to je lijep primjer rimskog privatnog zdanja otkriven u sjevernoj Italiji. To je zgrada je pravokutnog tlocrta, mjera 167 x 105 m.

Ostale znamenitosti su:
- Zamak Scaliger (13. st.), s rijetkim primjerom srednjovjekovne fortifikacijske luke, koju je koristilo brodovlje duždeva Scaliger.
- Crkva San Pietro in Mavino, izgrađena još za vrijeme Langobarda, obnovljena u 14. stoljeću. Ukrašena je freskama iz 13. st. - 16. stoljeća, romanički zvonik je iz 1070. godine.
- Crkva Santa Maria Maggiore (1400.) jednobrodna građevina s freskama iz 15. stoljeća
- Katulova vila na kraju rta.

Sirmione je poznat po svojim termalnim izvorima.

## Poznati sugrađani
- Gaj Valerije Katul - rimski pjesnik iz 1. st. pr. Kr. Njegova obitelj posjedovala je vilu u Sirmioneu.
- Maria Callas (1923. – 1977.) - operna diva posjedovala je vilu u Sirmioneu.

## Vanjske poveznice
- Turistički vodič po Sirmioneu  Arhivirana inačica izvorne stranice od 25. ožujka 2010. (Wayback Machine)
- Sirmione perla jezera Garda  Arhivirana inačica izvorne stranice od 25. ožujka 2010. (Wayback Machine)
- Mondophoto.net - Fotogalerija Sirmionea i Grotte di Catullo  Arhivirana inačica izvorne stranice od 1. srpnja 2006. (Wayback Machine)
- Grotte di Catullo  Arhivirana inačica izvorne stranice od 28. travnja 2007. (Wayback Machine)